# Вјесте
Вјесте (итал. Vieste) је насеље у Италији у округу Фођа, региону Апулија.
Према процени из 2011. у насељу је живело 11227 становника. Насеље се налази на надморској висини од 16 м.

## Становништво
| 1931.  | 1936.  | 1951.  | 1961.  | 1971.  | 1981.  | 1991.  | 2001.  | 2011.  |
| ------ | ------ | ------ | ------ | ------ | ------ | ------ | ------ | ------ |
| 10.062 | 10.309 | 12.743 | 12.679 | 11.820 | 12.798 | 13.307 | 13.430 | 13.271 |